# Bothvidus Livin
Bothvidus Magni Livin, född 12 december 1681, död 4 juli 1757 i Säby församling, Jönköpings län, var en svensk präst. 

## Biografi
Bothvidus Livin föddes 1681. Han var postum son till kyrkoherden Magnus Livin och Margareta Prytz i Säby församling. Livin blev 1701 student vid Uppsala universitet och avlade magisterexamen där 1710. Han prästvigdes 1708 och blev pastorsadjunkt i Hällestads församling. År 1708 blev han huspredikant hos rikssrådet Nils Gyllenstierna. Livin blev 1711 regementspastor och senare fältprost. År 1714 var han preses vid fältkonsistoriet. Livin blev 1717 kyrkoherde i Säby församling och 1720 kontraktsprost i Norra Vedbo kontrakt. Han var preses vid prästmötet 1724 och predikant vid prästmötet 1732. Livin avled 1757 i Säby församling.
Livin var flera gånger riksdagsman.

### Familj
Livin var gift med Maria Ståhl. Hon var dotter till kyrkoherden Zacharias Ståhl och Maria Törning i Lommaryds församling. De fick tillsammans barnen kaptenen Magnus Johan Livin vid Åbo läns regemente, majoren Zacharias Livin, sjöfararen Claes Livin, Eva Maria Livin som var gift med kyrkoherden Johan Duræus i Asby församling och Catharina Charlotta Livin som var gift med kyrkoherden Lars Fornander i Virserums församling.